# Хендрикс, Ричард
Ви́нард Ри́чард Хе́ндрикс (англ. Venard Richard Hendrix; род. 15 ноября 1986, Декейтер, штат Алабама, США) — американский и северомакедонский бывший профессиональный баскетболист. На драфте НБА 2008 года был выбран под 49-м номером командой «Голден Стэйт Уорриорз».

## Ранние годы
Ричард Хендрикс родился в семье учителей, вырос а Афинах (штат Алабама). Заниматься баскетболом начал в возрасте пяти лет в местном рекреационном центре. Также играл в футбол, теннис, бейсбол и американский футбол за различные команды на уровне школы. Учился в средней школе Афин, в которой в этот же период учился игрок национальной футбольной лиги Филип Риверс.

## Карьера

### НБА
Хендрикс был выбран на драфте 2008 года во втором раунде под 49-м номером клубом «Голден Стэйт Уорриорз». С командой Хендрикс прошёл предсезонную подготовку и лишь затем попал в основной состав «Уорриорз». После нескольких недель, проведенных в запасе, игрок перешёл в команду Лиги развития. 18 декабря 2008 года игрок стал свободным агентом.
В сезоне 2010 года в рамках предсезонной подготовки летней лиги Орландо Хендрикс играл за «Индиану Пэйсерс», а затем в Летней лиге НБА за «Атланту Хокс».

### Лига развития НБА

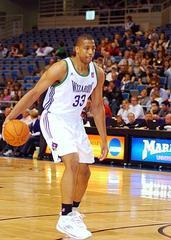
Ричард Хендрикс во время выступлений за «Дакота Уизардс»

14 ноября 2008 года «Голден Стэйт Уорриорз» отдали игрока в команду Лиги развития «Бейкерсфилд Джэм». 18 декабря 2008 года игрок прекратил выступления за «Джэм» и стал свободным агентом.
28 декабря 2008 года игрока перешёл в «Дакота Уизардс», также представляющую Лигу развития. В сезоне 2008-09 годов Хендрикс лидировал в Д-Лиге по общему количеству подборов за сезон.
В 2009 году получил приглашение на Матч всех звёзд Лиги развития, который проходил 3 февраля 2009 года. В команде «красных» Хендрикс вышел в стартовом составе и помог своей команде одержать победу со счётом 113:103. В матче игрок набрал 11 очков, совершил 6 подборов, 3 перехвата и отдал 2 результативные передачи за 20 минут на площадке.

### Европа
В июле 2009 года Хендрикс подписал годичный контракт с испанским клубом «Гранада». С новой командой Хендрикс переписал клубный рекорд по количеству побед за сезон в первом испанском дивизионе. По итогам выступлений получил награду Восходящая звезда чемпионата Испании.
30 июня 2010 года Хендрикс подписал контракт сроком на два года с претендентами на титул чемпиона Евролиги — израильским клубом «Маккаби» (Тель-Авив).
В июне 2012 года подписал двухлетний контракт с итальянским клубом «Олимпия Милан». Однако после того, как в сезоне 2012-13 Евролиги игрок набирал в среднем за матч всего 3,7 очка и 3 подбора за 10 матчей, игрок был отдан в аренду российскому «Локомотиву-Кубань». В составе «Локомотива» стал обладателем Кубка Европы и стал MVP турнира 2013 года. 16 июля стало известно, что клуб продлил контракт с игроком ещё на три сезона.

## Достижения

### Клубные
«Маккаби» (Тель-Авив) :
- Чемпион Израиля (2) : 2010/11, 2011/12
- Обладатель Кубка Израиля (2) : 2011, 2012
- Финалист Евролиги : 2010/11
- Чемпион Адриатической лиги : 2012

 «Локомотив-Кубань» :
- Обладатель Кубка Европы : 2013

## Статистика

### Статистика в Д-Лиге
| Сезон   | Команда     | Регулярный сезон | Регулярный сезон          | Регулярный сезон         | Регулярный сезон         | Регулярный сезон                      | Регулярный сезон                   | Регулярный сезон            | Регулярный сезон           | Регулярный сезон              | Регулярный сезон              | Регулярный сезон         | Серия плей-офф  | Серия плей-офф            | Серия плей-офф           | Серия плей-офф           | Серия плей-офф                        | Серия плей-офф                     | Серия плей-офф              | Серия плей-офф             | Серия плей-офф                | Серия плей-офф                | Серия плей-офф           |
| Сезон   | Команда     | Сыгранные матчи  | Матчи в стартовой пятёрке | Количество минут за игру | Процент попаданий с игры | Процент попадания трёхочковых бросков | Процент попадания штрафных бросков | Количество подборов за игру | Количество передач за игру | Количество перехватов за игру | Количество блок-шотов за игру | Количество очков за игру | Сыгранные матчи | Матчи в стартовой пятёрке | Количество минут за игру | Процент попаданий с игры | Процент попадания трёхочковых бросков | Процент попадания штрафных бросков | Количество подборов за игру | Количество передач за игру | Количество перехватов за игру | Количество блок-шотов за игру | Количество очков за игру |
| ------- | ----------- | ---------------- | ------------------------- | ------------------------ | ------------------------ | ------------------------------------- | ---------------------------------- | --------------------------- | -------------------------- | ----------------------------- | ----------------------------- | ------------------------ | --------------- | ------------------------- | ------------------------ | ------------------------ | ------------------------------------- | ---------------------------------- | --------------------------- | -------------------------- | ----------------------------- | ----------------------------- | ------------------------ |
| 2008/09 | Бейкерсфилд | 9                | 9                         | 28,7                     | 51,6                     | 66,7                                  | 67,5                               | 10,9                        | 1,7                        | 1,1                           | 1,2                           | 13,9                     | Не участвовал   | Не участвовал             | Не участвовал            | Не участвовал            | Не участвовал                         | Не участвовал                      | Не участвовал               | Не участвовал              | Не участвовал                 | Не участвовал                 | Не участвовал            |
| 2008/09 | Дакота      | 37               | 37                        | 31,5                     | 57,5                     | 37,5                                  | 60,1                               | 11,5                        | 1,4                        | 1,0                           | 1,6                           | 14,6                     | 2               | 2                         | 31,2                     | 48,0                     | 0,0                                   | 50,0                               | 12,5                        | 2,0                        | 1,0                           | 2,0                           | 13,0                     |
|         | Всего       | 46               | 46                        | 31,0                     | 56,4                     | 50,0                                  | 61,6                               | 11,4                        | 1,5                        | 1,0                           | 1,5                           | 14,5                     | 2               | 2                         | 31,2                     | 48,0                     | 0,0                                   | 50,0                               | 12,5                        | 2,0                        | 1,0                           | 2,0                           | 13,0                     |

### Статистика в колледже
| Сезон                                                                                   | Команда | GP | GS | MPG  | FG%  | 3P%  | FT%  | RPG  | APG | SPG | BPG | PPG  |  |
| --------------------------------------------------------------------------------------- | ------- | -- | -- | ---- | ---- | ---- | ---- | ---- | --- | --- | --- | ---- |  |
| 2005/06                                                                                 | Алабама | 31 | 22 | 27,0 | 55,7 | 0,0  | 64,7 | 8,0  | 0,8 | 0,8 | 1,5 | 9,4  |  |
| 2006/07                                                                                 | Алабама | 32 | 32 | 27,6 | 60,2 | 20,0 | 62,9 | 8,7  | 1,9 | 0,5 | 1,3 | 14,6 |  |
| 2007/08                                                                                 | Алабама | 32 | 32 | 30,6 | 59,8 | 28,6 | 53,7 | 10,1 | 1,6 | 1,3 | 2,0 | 17,8 |  |
|                                                                                         | Всего   | 95 | 86 | 28,4 | 59,0 | 23,1 | 59,4 | 8,9  | 1,4 | 0,9 | 1,6 | 14,0 |  |
| Наведите курсор мыши на аббревиатуры в заголовке таблицы, чтобы прочесть их расшифровку |         |    |    |      |      |      |      |      |     |     |     |      |  |